# Врана, Якуб
Якуб Врана (чеш. Jakub Vrána; род. 28 февраля 1996, Прага) — чешский профессиональный хоккеист, левый крайний нападающий клуба «Нэшвилл Предаторз». На драфте НХЛ 2014 года был выбран в 1-м раунде под общим 13-м номером клубом «Вашингтон Кэпиталз». Обладатель Кубка Стэнли 2018 года в составе «Вашингтон Кэпиталз».

## Карьера
В сезоне 2012-13 Врана дебютировал в составе «Линчёпинга» в шведской хоккейной лиге. По окончании сезона 2014 года Якуб подписал трёхлетний контракт новичка с командой НХЛ «Вашингтон Кэпиталз», выбравшей его на драфте НХЛ 2014 года. Врана дебютировал в НХЛ 1 декабря 2016 года в матче против команды «Нью-Йорк Айлендерс». Свой первый гол в НХЛ Якуб забил 9 декабря 2016 года в ворота команды «Баффало Сейбрз».
Свой первый полноценный сезон в НХЛ Врана провёл за «Кэпиталз» в сезоне 2017/18. В этом сезоне Якуб дебютировал в плей-офф Кубка Стэнли. Свой первый гол в плей-офф Врана забил команде «Питтсбург Пингвинз» 29 апреля 2018 года. Впоследствии «Кэпиталз» выбили из розыгрыша Кубка Стэнли сначала «Питтсбург Пингвинз» во 2-м раунде, а затем в финале Конференции прошли команду «Тампа-Бэй Лайтнинг», тем самым выйдя в финал. В финале Кубка Стэнли «Кэпиталз» играли против «Вегас Голден Найтс», в 5 матче серии Врана забил 1-й гол в ворота «Вегаса», а «Вашингтон» одержал победу в матче и выиграл трофей. 8 января 2019 года Врана установил личный рекорд по шайбам в одном сезоне НХЛ (14) и повторил рекорд по очкам в одном матче (3), забросив 2 шайбы и отдав голевую передачу в игре против «Филадельфии Флайерз». 3 ноября 2019 года в матче против «Калгари Флэймз» Якуб Врана сделал первый «хет-трик» в НХЛ, забросив 3 шайбы в ворота Кэма Тэлбота.
12 апреля 2021 года «Вашингтон» обменял Якуба Врану вместе с Рихардом Паником и двумя выборами на предстоящих драфтах (1-й раунд 2021 г. и 2-й раунд 2022 г.) на нападающего Энтони Манту.
Уже спустя 10 дней, 22 апреля, Врана сделал «покер», забросив 4 шайбы в ворота «Даллас Старз».
15 августа 2024 года Врана подписал пробный контракт с «Вашингтон Кэпиталз» для участия в их тренировочном лагере 2024–2025.
8 октября 2024 года официально подписал однолетний контракт на минимальную зарплату 775 000$.
5 марта 2025 года был выставлен на драфт отказов где 6 марта его забрал «Нэшвилл Предаторз».

## Достижения

### Командные
- Обладатель Кубка Стэнли 2018
- Серебряный призёр чемпионата мира среди юниоров 2014

### Личные
- Лучший снайпер чемпионата мира среди юниоров 2014 (8 шайб)

## Статистика
| Легенда | Легенда                    | Легенда | Легенда                   | Легенда | Легенда    |
| ------- | -------------------------- | ------- | ------------------------- | ------- | ---------- |
| И       | Количество проведённых игр | Штр     | Штрафное время            | +/−     | Плюс-минус |
| Г       | Голы                       | П       | Голевые передачи          | О       | Очки       |
| -       | Статистика неизвестна      | —       | Статистика не учитывалась |         |            |